# 八路军桂林办事处旧址
25°17′23″N 110°17′42″E / 25.28972°N 110.29500°E
八路军桂林办事处旧址位于中国广西壮族自治区桂林市中山北路96号，原为桂北路138号，叠彩路口，现已辟为八路军桂林办事处纪念馆，现为爱国主义教育基地。
旧址原为黄旷达的店坊，为一二层中式砖木结构建筑，三开二进，建筑面积为800平方米，现在建筑上还有“万祥醩坊”的牌匾。一楼有警卫室、值班室、救亡室、办公室等，二楼有会议室、电台室、机要室、秘书室及人员住房。1944年抗日战争中，桂林被日军攻陷，该建筑被毁。1967年按原样复建，1977年1月成立纪念馆，1987年由叶剑英题写馆名。 
2013年7月1日，八路军桂林办事处纪念馆新陈列馆正式建成并对外开放。

## 历史
1938年9月，叶剑英让八路军长沙办事处的刘恕与党外友好人士熊子民赴桂林打前站，经广西银行的黄昌炎经理介绍，租下了桂北路138号黄旷达开设的“万祥糟坊”。
1938年10月25口武汉失陷，在撤退途中，中共中央代表周恩来向国民政府军事委员会副参谋总长白崇禧提出，经白同意在桂林设立八路军办事处。
1938年11月下旬，中共李克农率八路军武汉办事处部分人员到达桂林，办事处设秘书、交际、机要、总务、财务、交通运输等科和物资转运部，工作人员最多时达80多人。交际科长邱南章、交通科长龙飞虎、 会计科长殷承祯。1938年12月3日从武汉撤出的中共代表团周恩来、叶剑英等，经长沙抵达桂林，在此设中共中央南方局，后1939年1月南方局改设于重庆，在此设立南方局办事处，负责联络闽、粤（书记张文彬）、赣（书记曾山）、湘（书记高文华）及香港等中共地方组织，直接领导中共广西省工委、桂林各文化团体中的党组织、八路军驻湘通讯处、八路军衡阳办事处(交通站)、八路军韶关办事处。南方局桂林办事处和八路军桂林办事处同是一班工作人员，李克农负责全面领导工作，受南方局直接领导。
桂林办事处建立后，即与来桂林的文化团体和救亡组织中的20多个中共党支部接通组织关系。指导其开展抗日文化宣传和抗日群众工作。当时，桂林抗战救亡文化空前繁荣，各界进步团体和进步文化宣传单位竞相成立，各种抗战报纸、杂志、图书纷纷出版发行。先后在桂林复刊、创刊和发行的报纸达13家之多，其中《新华日报》。书店出版业盛极一时，各类书店出版社有180多家，各种杂志200多种，抗战歌曲在群众中广泛传唱。 桂林成为“文化城”。
广西建设研究会是李宗仁、白崇禧、黄绍竑的智囊团和咨询机构，李克农安排和派遣胡愈之、杨东莼、邵全麟、范长江、夏衍、姜君辰、金仲华、 千家驹等加入该会，通过这批人士的工作，扩大统一战线，发展进步力量。
1941年皖南事变发生，新桂系加剧反共，办事处被迫撤销。新桂系在桂林没有把事做绝，对中共 党员和进步人士仅采取“礼送出境”的做法。  

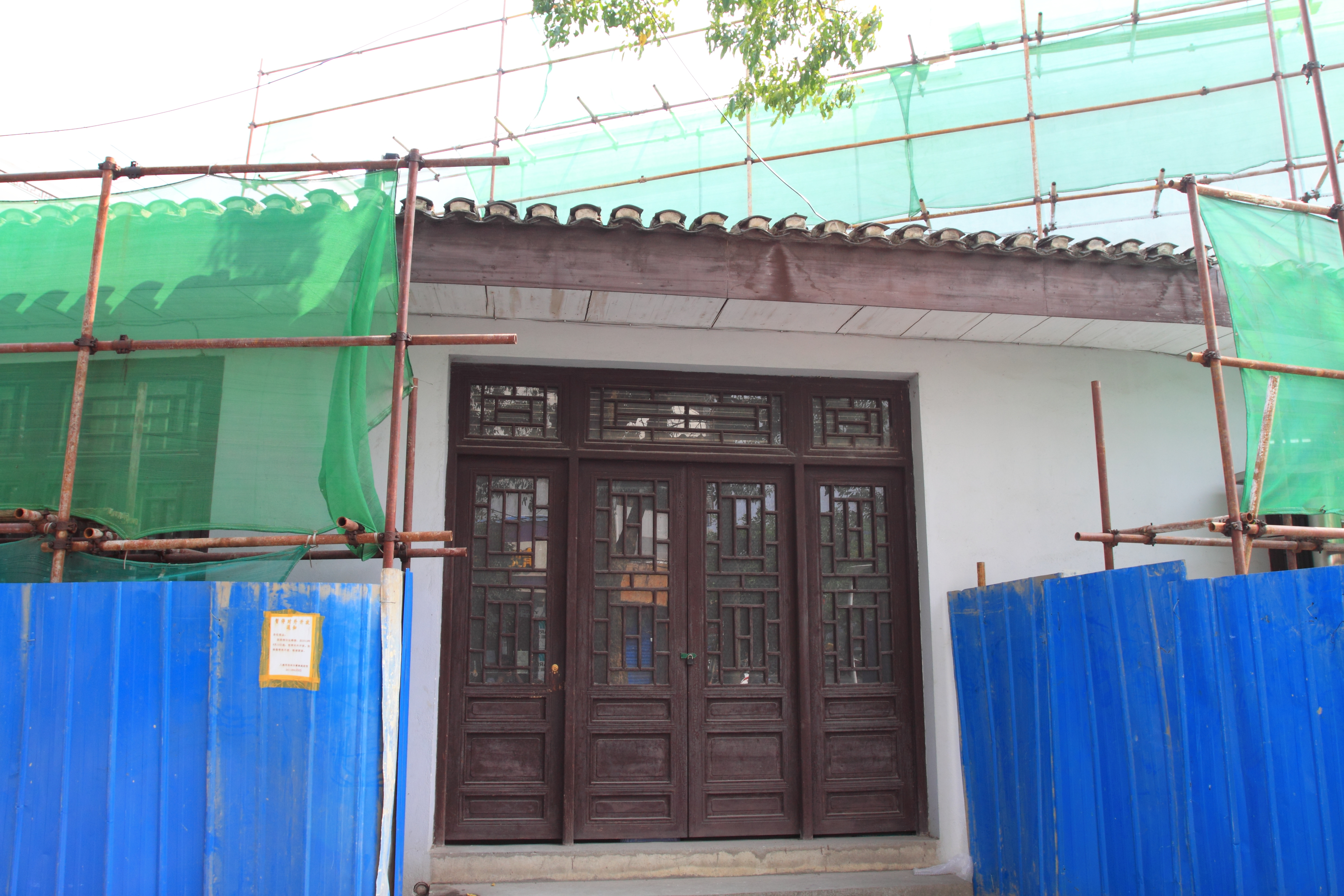
2012年9月闭馆维修